# Sammarçolles
Sammarçolles è un comune francese di 627 abitanti situato nel dipartimento della Vienne nella regione della Nuova Aquitania.

## Società

### Evoluzione demografica
Abitanti censiti